# Irmina Uruska

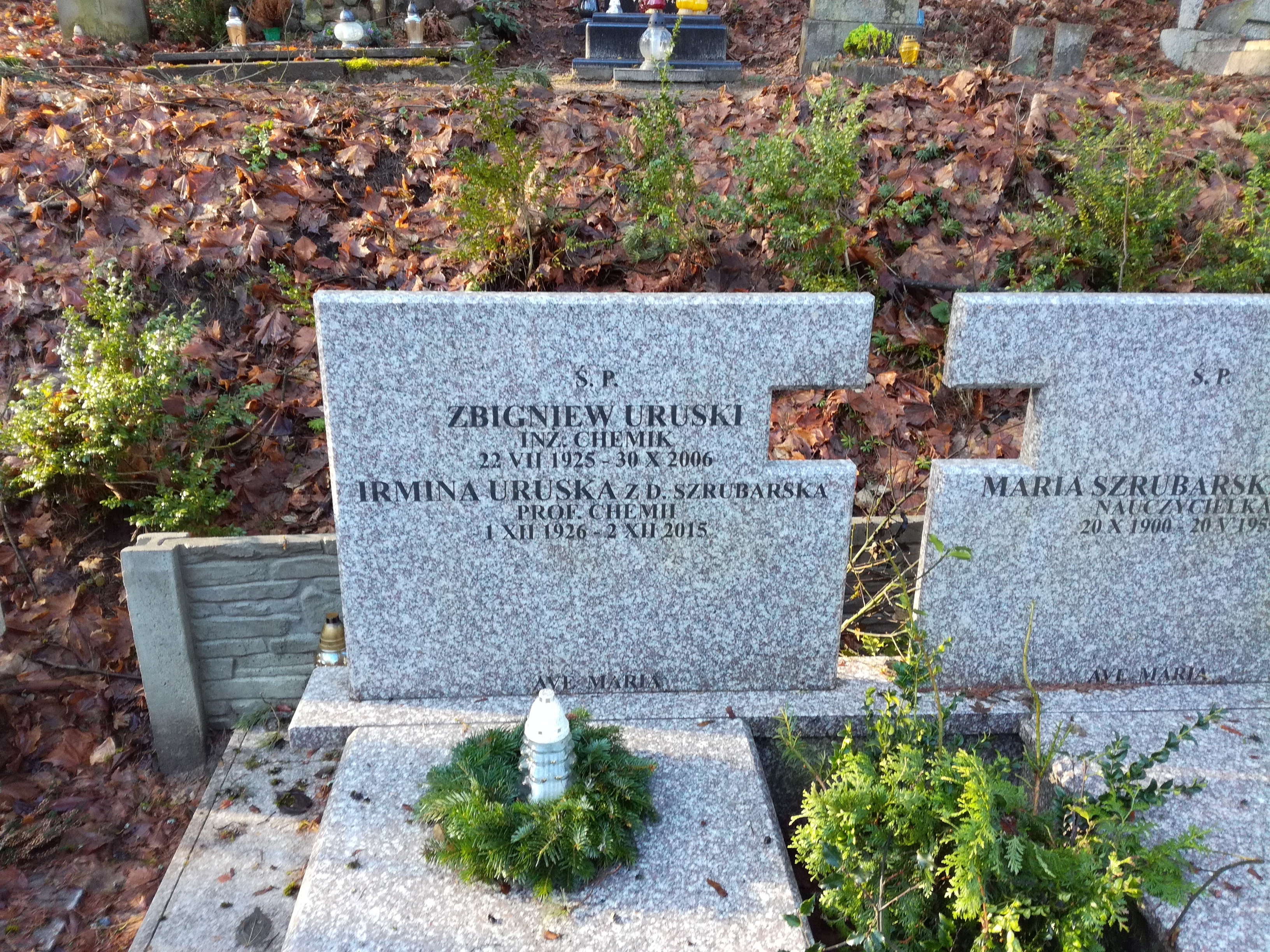
Grób profesor Irminy Uruskiej na cmentarzu Srebrzysko w Gdańsku

Irmina Uruska, z domu Szrubarska (ur. 1 grudnia 1926 w Brześciu nad Bugiem, zm. 2 grudnia 2015 w Gdańsku) – profesor Politechniki Gdańskiej, nauczyciel chemii, specjalista z fizykochemii roztworów.

## Życiorys
Urodziła się 1 grudnia 1926 roku w Brześciu nad Bugiem. Podczas II wojny światowej należała do Armii Krajowej.  Studiowała na Wydziale Chemicznym na Politechnice Gdańskiej, uzyskała dyplom magister inżynier chemii 6 czerwca 1951 roku - specjalność lekka synteza organiczna.  
29 maja 1965 uzyskała doktorat z chemii na Wydziale Chemicznym Politechniki Gdańskiej. W 1972 roku została powołaną na stanowisko docenta. 6 marca 1981 Rada Wydziału Chemicznego Politechniki Gdańskiej nadała stopień naukowy doktora habilitowanego nauk technicznych w zakresie chemii fizycznej. Na Wydziale Chemicznym Politechniki Gdańskiej pełniła funkcje: w roku 1972 zastępcy dyrektora Instytutu Inżynierii Chemicznej i Technik Pomiarowych, w latach 1974-1985 była kierownikiem Studium Doktoranckiego, w latach 1984-1990 pełniła funkcję prodziekana do spraw kształcenia. 
14 stycznia 1992 roku otrzymała tytuł profesora nauk chemicznych. W 1997 roku przeszła na emeryturę. Pochowana na Cmentarzu Srebrzysko w Gdańsku (rejon IX, taras III-1-67).

## Działalność zawodowa, dydaktyczna i organizacyjna
W latach 1950–2001 pracowała na Politechnice Gdańskiej. Promotor 5 doktorów.  

## Publikacje (wybrane)
- Red. Zbiór zadań z chemii fizycznej, Gdańsk 1997 (skrypt).

## Nagrody, wyróżnienia i odznaczenia
- Nagroda Rektora PG I stopnia (1998)[2]
- Złoty Krzyż Zasługi (1979)
- Profesor Emeritus Politechniki Gdańskiej (2014)[3]